# Липтон, Карвуд
Клиффорд Карвуд Липтон (англ. Clifford Carwood Lipton; 30 января 1920, Хантингтон, Кабелл, Западная Виргиния, США — 16 декабря 2001, Саутерн-Пайнс, Мур, Северная Каролина, США) — американский военный деятель, офицер роты «E» 506-го парашютно-пехотного полка 101-й воздушно-десантной дивизии времён Второй мировой войны.

## Биография

### Молодые годы
Карвуд Липтон родился 30 января 1920 года в Хантингтоне, штат Западная Вирджиния. Когда ему было десять лет, его отец, талантливый предприниматель, погиб в автомобильной катастрофе, а мать осталась парализованной, и так как Карвуд был старшим ребёнком, она сказала ему чтобы он стал главным «человеком семьи». В 1938 году он окончил Среднюю школу Хантингтона. Проучившись один год в Университете Маршалла, он оставил учёбу из-за финансовых проблем и пошёл работать на военное производство. После прочтения статьи в журнале «Life» о сложности десантной подготовки как одной из самых высококвалифицированных отраслей армии, Липтон заинтересовался военной службой. Так как он был в хорошей физической форме, Липтон решил вступить в вооружённые силы, и следующим утром сел на поезд до Кентукки.

### Военная служба
15 августа 1942 года Липтон добровольцем поступил в Армию США в качестве десантника в Форт-Томасе, штат Кентукки. Он был назначен в роту «E» 506-го парашютно-пехотного полка 101-й воздушно-десантной дивизии, формирующейся в Камп-Токке. Обучение Липтон проходил в Форт-Беннинге (Джорджия), Камп-Маккэлле и Форт-Брэгге.
В сентябре 1943 года подразделение на переоборудованном британском крейсере было отправлено в Англию. В 1944 году в 506-м полку Липтон стал мастером прыжков на одном из «Douglas C-47 Skytrain», использовавшихся для высадки в Нормандии. Во время вторжения, Липтон в звании взводного сержанта 3-го взвода роты потерял своё оружие и боеприпасы, приземлившись в нескольких милях от его целевой области, но у обочины он услышал знакомый щелчок от оружия и смог вернуться к своим, встретившись с командиром роты Ричардом Уинтерсом. Во время битвы при Брекуре Маноре, Липтону вместе с сержантом Майком Рэнни в составе роты «E» была поставлена задача уничтожить четыре 105-мм гаубицы (как первоначально думали, 88 мм), стрелявшие по пляжу Юта. Они залезли на дерево и с расстояния сняли нескольких немцев из около 50, охранявших позиции. Роте удалось уничтожить гаубицы и за эти действия Липтон был награждён медалью «Бронзовая звезда». Тогда же он был ранен немецкой 88-мм шрапнелью, и только через шесть недель он смог вернуться на фронт. Во время битвы при Карентане, Липтон был ранен осколком в лицо и пах. За ранения он был награждён медалью «Пурпурное сердце».
Во время операции «Маркет Гарден», начавшейся 17 сентября 1944 года, первый сержант Липтон в составе роты «E» был в первых рядах при освобождении Эйндховена, являясь членом передовой команды разведчиков. На одном из перекрёстков член их команды был сильно ранен «Stielhandgranate», после чего они поставили задачу уничтожить оставшееся сопротивление немцев. Липтона не было в первоначальном составе штурмовой группы из десяти человек, но он присоединился к ним на следующее утро. Роте удалось уничтожить более двух рот СС в результате внезапного нападения на их позиции. Позже, Липтон вместе с первым лейтенантом Фредериком Хейлигером курировал операцию «Пегас» с задачей для роты пересечь реку на лодках Канадских военных инженеров и вернуть более 140 британских десантников, попавших в окружение после отхода от Арнема по ту сторону реки Рейн. Данный рейд увенчался успехом. После 72 дней боёв в Голландии, Липтон вместе с ротой выдвинулся на новую базу в Мурмелоне во Франции, и оттуда, 19 декабря 1944 года в бельгийский Бастонь.
Во время осады Бастони в Арденнах, после неумелого руководства только что назначенного командиром Нормана Дайка, Липтон стал де-факто командиром роты, получившем себе в подчинение 2-й взвод. После атаки на город Фой, Липтон стал вторым лейтенантом. Позже Липтон получил назначение в Агно, и затем стал свидетелем ужасов Холокоста в Ландсберге, после освобождения концлагеря Кауферинг. В феврале 1945 года Липтон стал вторым лейтенантом.
В конце апреля, после участия в освобождении концлагеря Дахау, 506-й полк выдвинулся в Австрию, и Липтон в составе роты очищал от немецких войск город Берхтесгаден, а также Кельштайнхаус — ставку Гитлера. Там он познакомился с Фердинандом Порше, ответственным за производство танков Пантера и Тигр, очень хорошо говорившим по-английски. Они ели за одним столом, пока Порше находился в лагере для военнопленных. Липтон оставался с ротой до конца войны, пока подразделение не было расформировано после официальной сдачи японцев и немцев. Он состоял в Резерве Армии США во время Корейской войны, но не посылался за границу.

### Последующая жизнь
После возвращения в США, Липтон снова поступил в Университет Маршалла и окончил его через три года со степенью бакалавра в области инженерии по специальности в области физики. После этого Липтон получил работу в компании Owens-Illinois Inc — производителе изделий из стекла и пластмассовой тары. К 1952 году он стал начальником-оператором, и в последующем неуклонно продвигался по карьерной лестнице в данной компании.
В 1966 году Липтон переехал в Бриджетон в Нью-Джерси, где он стал административным менеджером, а в 1971 году вместе с женой переехал в Лондон, где он был директором по производству в восьми различных компаниях в Англии и Шотландии в течение нескольких лет. Затем он отправился в Женеву в Швейцарию, где в 1974 году возглавил отдел, специализирующийся на поставках продукции в Европу, Ближний Восток и Африку. В 1982 году он переехал в Толидо в Огайо, и спустя год ушёл в отставку с поста директора по международному развитию после 35 лет работы, 15 из которых были проведены за рубежом. В течение последующих лет Липтон проживал в городе Саутерн-Пайнс в штате Северная Каролина. Там он увлекался гольфом, занимался деревообработкой и много читал. В 2002 году Липтон получил награду «Уважаемый выпускник» от Университета Маршалла. Липтон почти не говорил о своей фронтовой службе, хоть и рассказывал своему сыну Томасу «только смешные истории» о войне, и оставил журналисту Стивену Амброузу две катушки аудио-воспоминаний.

### Смерть и похороны
Клиффорд Карвуд Липтон скончался 16 декабря 2001 года в возрасте 81 года от лёгочного фиброза в Первом региональном госпитале Мура в Пайнхёрсте у Саутерн-Пайнса. Он оставил после себя брата Роберта Далейна, жену Мэри Х. Липтон, трёх его сыновей: Клиффорда Карвуда III, Томаса Дентона, Майкла Форрестера (от первого брака с Джо Энн, умершей в 1975 году), а также пятерых внуков и восьмерых правнуков. Липтон был похоронен в Мемориальном парке Вудмир в Хантингтоне.

## Память
В мини-сериале 2001 года «Братья по оружию» Стивена Спилберга и Тома Хэнкса, транслировавшемся на канале «HBO», Карвуда Липтона в качестве одного из главных героев сыграл Донни Уолберг. Сериал был основан на одноимённой книге-бестеллере Стивена Амброуза 1992 года под названием «Band of Brothers, E Company, 506th Regiment 101 Airborne from Normandy to Hitler’s Eagle’s Nest». В июне 2000 года в 57-ю годовщину дня «D» Липтон вместе с 46 другими ветеранами роты «E» посмотрел первые серии, высоко отозвавшись о детализации боёв, сказав, что «высадка в Нормандии с огнём зенитной артиллерии, с облачным покровом, с самолетами и отходами, всё точно как было». Он добавил, что смотрит «на Вторую мировую войну в качестве основополагающего события 20-го века», отметив, что «мы не считаем себя спасителями человечества или даже спасителями нашей страны. Мы смотрели на себя как способных — я мог бы сказать исполнительных — солдат, которые могли бы сделать сложную работу».
История жизни Липтона была показана в книге 2010 года журналиста Маркуса Бровертона «A Company of Heroes: Personal Memories about the Real Band of Brothers and the Legacy They Left Us», а также его книге 2009 года «We Who Are Alive and Remain: Untold Stories from the Band of Brothers».

## Награды
| Бронзовый пучок дубовых листьев                                                                   | Медаль «Бронзовая звезда» с одним дубовым листом                                                         |
| Бронзовый пучок дубовых листьев · Бронзовый пучок дубовых листьев                                 | Медаль «Пурпурное сердце» с двумя дубовыми листьями                                                      |
| Бронзовый пучок дубовых листьев                                                                   | Президентская благодарность подразделению с одним дубовым листом                                         |
|                                                                                                   | Медаль «За безупречную службу»                                                                           |
|                                                                                                   | Памятная медаль обороны Америки                                                                          |
| Наконечник · Бронзовая звезда за службу · Бронзовая звезда за службу · Бронзовая звезда за службу | Медаль «За Европейско-африканско-ближневосточную кампанию» с тремя звёздами службы и наконечником стрелы |
|                                                                                                   | Медаль Победы во Второй мировой войне                                                                    |
|                                                                                                   | Армейская медаль оккупации                                                                               |
|                                                                                                   | Медаль за службу национальной обороне                                                                    |
|                                                                                                   | Военный крест с пальмовым листом                                                                         |
|                                                                                                   | Медаль Освобождённой Франции                                                                             |
|                                                                                                   | Медаль «В память о войне 1940—1945»                                                                      |
|                                                                                                   | Значок боевого пехотинца                                                                                 |
|                                                                                                   | Значок парашютиста с двумя звёздами прыжков                                                              |